# ポテトスナック
ポテトスナックとは、1988年から2013年6月20日にかけていずみ製菓が、2016年からかとう製菓が発売しているスナック菓子である。

## 概要
現在のポテトスナックは、2013年にいずみ製菓が生産中止を発表したものをかとう製菓が引き継いだ物である。レシピは変わっている。
2022年に、かとう製菓が3月9日を「さくさくポテトスナックの日」として制定しており、日本記念日協会に認定されている。これはポテトスナックの食感を表すサ(3)ク(9)サ(3)ク(9)の語呂合わせに由来している。